# Vie standard d'un vendeur provisoire de collants
Vie standard d'un vendeur provisoire de collants est un roman de l'écrivain italien Aldo Busi publié en français en 1988. C'est le deuxième de deux Bildungsroman (romans de formation) de l'auteur,.

## Résumé
La vie d'Angelo Bazarovi, étudiant en langues à l'« Università degli Studi di Verona », est changée par la rencontre de l'entrepreneur de Mantoue Celestino Lometto, producteur de collants. Lometto a besoin d'un traducteur pour pouvoir vendre ses produits à l'étranger et Angelo a besoin d'argent. Les deux commencent donc une série de voyages en Europe. l
Les personnalités opposées des deux protagonistes se complètent et finissent par se fusionner, en créant une sorte de monstre à deux têtes. Lometto présente Angelo à sa famille, composée par son épouse Edda, d'origine napolitaine et ses trois fils, dont les noms finissent tous par «ario» (Ilario, Berengario et Belisario), témoignant de la volonté de Celestino de créer une nouvelle «race supérieure», qui unisse économie et politique. Quand Edda tombe enceinte du quatrième fils, Lometto, qui rêve d'avoir un fils président des États-Unis, décide d'envoyer son épouse à accoucher à New-York en compagnie d'Angelo. Quand toutefois, au moment de l'accouchement, on découvre que l'enfant souhaité par Celestino est en fait une fille trisomique, l'entrepreneur ordonne à Angelo de l'éliminer mais celui-ci refuse et lui donne le nom d'« Aurora  » en hommage au petit chien du médecin-chef de la clinique de New-York où Edda a accouché. Au retour en Italie, après avoir montré Aurora (qu'Angelo appelle Giorgina Washington, avec une intention antiphrastique) à un témoin, pour éviter que Celestino la tue, il  se sépare de la famille Lometto. Un peu plus tard, toutefois, il découvre que Aurora est morte étouffée par la nourriture,.

## Éditions
- Aldo Busi, Vie standard d'un vendeur provisoire de collants, traduit par François Bouchard et Françoise Brun, Paris : Éditions Robert Laffont, 1988, 451 p.,  (ISBN 978-2-221-05008-8)